# 알리나 에레미아
알리나 에레미아(Alina Eremia, 1993년 12월 15일 ~ )는 루마니아의 가수, 텔레비전 사회자이다. 2005 주니어 유로비전 송 콘테스트 루마니아 대표로 참여한 경력이 있다.

## 음반 목록
- 360 (2017)
- Déjà Vu (2021)